# Густав Свенссон
Густав Свенссон (швед. Gustav Svensson, нар. 9 лютого 1987, Гетеборг) — шведський футболіст, півзахисник «Гетеборга» та національної збірної Швеції.

## Клубна кар'єра
У дорослому футболі дебютував 2006 року виступами за команду клубу «Гетеборг», в якій провів чотири сезони, взявши участь у 83 матчах чемпіонату.
Своєю грою за цю команду привернув увагу представників тренерського штабу турецького клубу «Бурсаспор», до складу якого приєднався 2010 року. Відіграв за команду з Бурси наступні два сезони своєї ігрової кар'єри.
До складу клубу «Таврія» приєднався 2012 року. 31 серпня 2012 року дебютував в чемпіонаті України у виїзному матчі 8-о туру проти ужгородської «Говерли» (2:1), Свенссон відіграв весь матч. «Таврія» у цій грі поступилася, а «Говерла» здобула першу перемогу в чемпіонаті. Дебютувавши в чемпіонаті України Густав Свенссон став першим шведом в першості країни. До кінця 2013 року встиг відіграти за сімферопольську команду 21 матч в національному чемпіонаті.
На початку 2014 року повернувся в рідний «Гетеборг», де відразу став основним гравцем. Згодом протягом 2016 року грав у Китаї, де захищав кольори «Гуанчжоу Фулі».
2017 року перебрався до США, уклавши контракт з «Сіетл Саундерз».

## Виступи за збірні
Протягом 2007–2009 років залучався до складу молодіжної збірної Швеції. На молодіжному рівні зіграв у 10 офіційних матчах, забив 1 гол.
У 2009 році дебютував в офіційних матчах у складі національної збірної Швеції. Провів того року у формі головної команди країни 2 матчі, після чого деякий час до її лав не залучався. 2016 року знову почав викликатися до національної збірної, а за два роки був включений до її заявки для участі у фінальній частині чемпіонату світу 2018 року.

## Досягнення

### «Гетеборг»
- Чемпіон Швеції (1) : 2007
- Срібний призер чемпіонату Швеції (1) : 2009
- Бронзовий призер чемпіонату Швеції (1) : 2008
- Володар Кубка Швеції (2) : 2008, 2014-15
- Фіналіст Кубка Швеції (2) : 2007, 2009
- Володар Суперкубка Швеції (1) : 2008

### «Бурсаспор»
- Бронзовий призер чемпіонату Туреччини (1) : 2010/11
- Фіналіст Кубка Туреччини (1) : 2011/12